# Nunatak Saljut-3
Nunatak Saljut-3 är en nunatak i Antarktis. Den ligger i Östantarktis. Australien gör anspråk på området. Toppen på Nunatak Saljut-3 är 1 687 meter över havet.
Terrängen runt Nunatak Saljut-3 är lite kuperad. Trakten är obefolkad. Det finns inga samhällen i närheten.